# Иллюзионизм

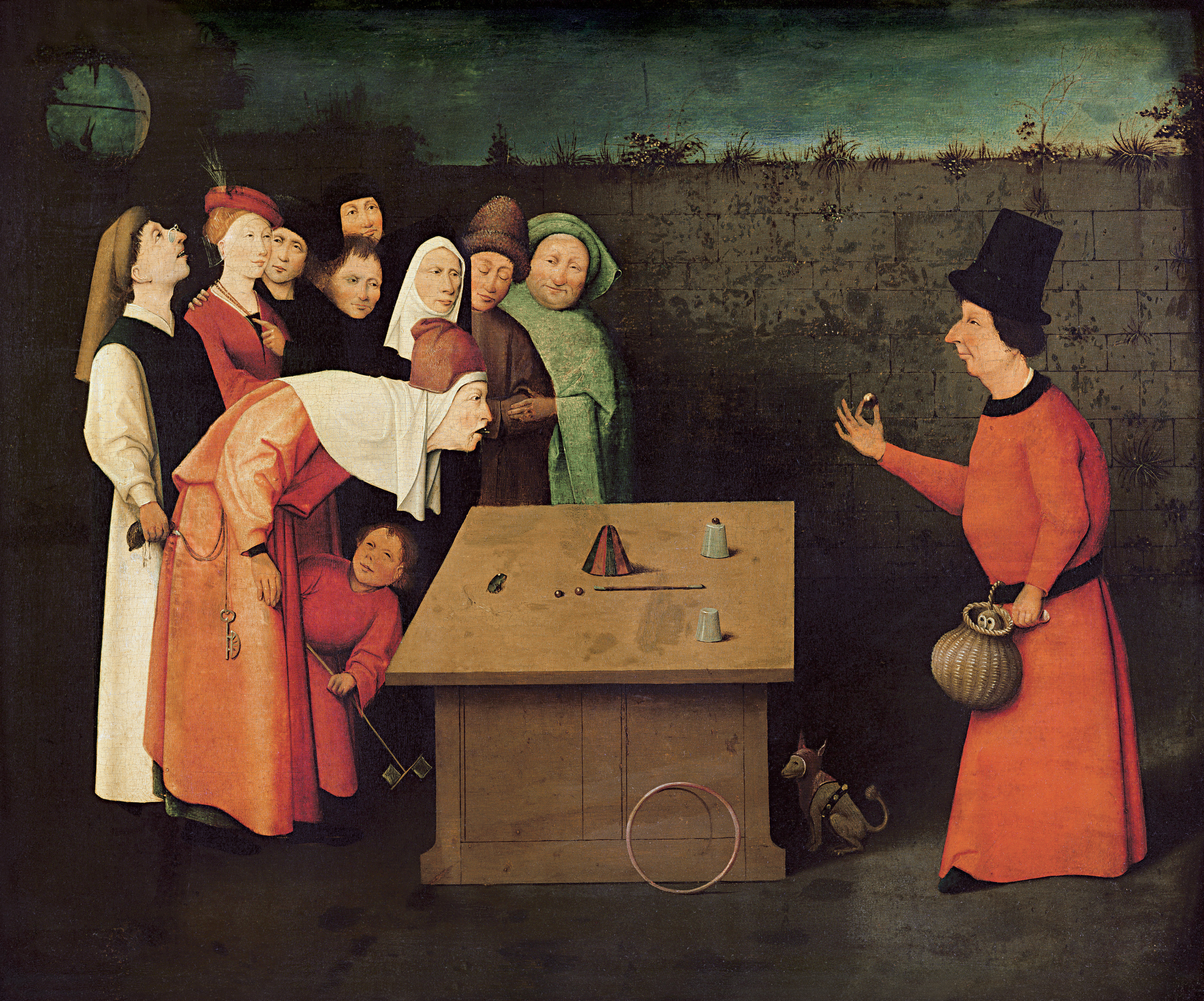
Фокусник. Неизвестный автор (приписывается также И. Босху). 1475—1480. Муниципальный музей. Сен-Жермен-ан-Ле

Иллюзиони́зм — вид исполнительского искусства, который характеризуется использованием ловкости рук, трюков или специальной аппаратуры для создания иллюзии нарушения привычных физических свойств хорошо известных предметов. Название происходит от французского слова «illusionner» — «вводить в заблуждение». Номера в этом виде искусства называются фо́кусами.
Иллюзиони́ст (фо́кусник, факи́р) — артист, демонстрирующий фокусы, основанные на тех или иных физических и психологических явлениях и подсознательных заблуждениях, в отличие от фокусника-манипулятора, эффект фокусов которого основан исключительно на ловких действиях руками.

## История
Искусство иллюзии восходит к древности, когда приёмы и техника манипуляции сознанием людей стали использоваться не только для управления ими (шаманы, жрецы и вожди), но и для развлечения (факиры).
В средние века на ярмарках появились профессиональные артисты — кукольники, фокусники, применяющие различные механизмы, карточные фокусники (шулеры).
Критик охоты на ведьм, английский богослов Реджинальд Скотт выпустил труд, где привёл описания многих фокусов, доказывая, что они не имеют ничего общего с колдовством.
Во второй половине XVIII века приобрёл широкую популярность «Турок» Вольфганга фон Кемпелена, основанный на «иллюзионе» — публике было неизвестно, что в этом шахматном автомате был спрятан сильный шахматист. В конце XIX века стал знаменитым Гарри Гудини, создавший идеи многих иллюзионных аппаратов.
В XX веке иллюзионисты работают в цирке, на эстраде, производится обучение искусству иллюзионизма.
Артисты создают шоу, построенное на сложных физических эффектах, используют электромагниты, СВЧ-излучение и т. д.
Фокус или трюк иногда называют кунстштюком.

## Способы создания иллюзий
Иллюзионист обычно использует специальные технические приспособления, а также технику манипуляции, то есть ловкости рук.
Иллюзионисты демонстрируют появление и исчезновение предметов, людей (принцип чёрного кабинета), превращения одних предметов в другие.
Широко используется психологическое манипулирование вниманием, его отвлечение с помощью ассистентов (напёрсточники), повторяющихся отвлекающих движениях, а также явления, построенные на обмане зрения.
Широкое распространение получило создание иллюзий с помощью карт. Данный вид иллюзий называется «карточные фокусы».

## В искусстве
- Иллюзионист (фильм)
- Престиж (фильм)
- Иллюзия обмана
- Иллюзия обмана 2
- Иллюзионист (детективный телесериал)